# Lento apta
Lento apta är en fjärilsart som beskrevs av Evans 1955. Lento apta ingår i släktet Lento och familjen tjockhuvuden. Inga underarter finns listade i Catalogue of Life.